# 假性延髓情绪
假性延髓效應（英語：Pseudobulbar affect，縮寫 PBA），或稱情緒調節障礙（日语：情動調節障害），俗稱強哭強笑，或啼笑皆非。是一种神经系统的病，多半源于脑部受伤。例如头部撞到，或中風等裡外因素。病者哭笑时有点类似结巴的人越说越不清。
假性延髓效應是一种不由自主的哭／笑，或不可控制的哭泣或笑声并其他情绪表现为特征的影响。患者可能会发现自己在一个只适度悲伤的事情上无法控制哭笑，无法阻止自己几分钟。情节也可能是心情不一致的：例如，当愤怒或沮丧时，患者可能会不受控制地笑。甚至，这些情节可能会在情绪状态之间切换，导致患者在性交时不可控制地哭泣。 
雖然通常由生理損傷或紊亂引起，但是已知情緒不穩定伴隨某些人格障礙，例如邊緣性人格障礙。

## 腳註
1. ↑  mentalhealth.com/home/dx/borderlinepersonality.html

## 外部連結
- "Pseudobulbar affect and stroke" （页面存档备份，存于） on the National Stroke Association website